# Nicolas Visser
Nicolas Visser (San Mateo, ...) è un giocatore di football americano statunitense, che gioca come quarterback per i Graz Giants.
Dopo aver giocato per due diverse squadre universitarie passa ai Graz Giants.